# مخدر

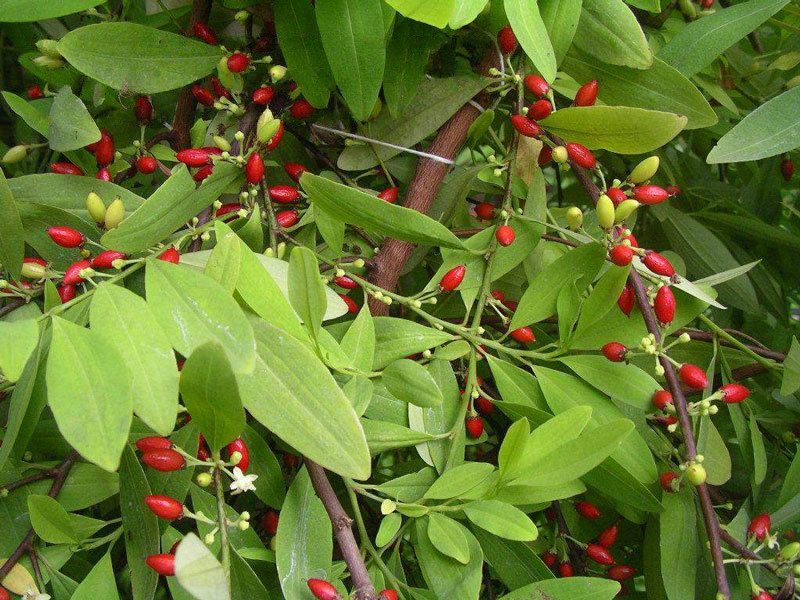

المخدر أو البِنج عقار يستخدم من أجل الوصول إلى حالة التخدير وهي فقدان غير دائم للوعي. تستخدم هذه العقاقير المخدرة في العمليات الجراحية لتسهيل العمل ولتخفيف ألم المريض.
تصنف العقاقير المخدرة عموماً إلى صنفين رئيسيين:
- مخدر عام: والذي يسبب فقدان الوعي بالكامل.
- مخدر موضعي: وهو يسبب فقدان الإحساس في عضو أو منطقة محددة من الجسم لا يُفقد الوعي الكامل عن طريقها.

يمكن استعمال مخدر واحد أو مجموعة من المخدرات أثناء الجراحة، إلا أن الآثار الجانبية المصاحبة يمكن أن تزداد.

## طرق إعطاء الدّواء
الأدوية التي تُعطى لإجراء التَّخدير العام يمكن أن تكون على شكل غاز أو بُخار (مخدِّر عبرالاستنشاق)، أو على شكل حُقَن (تُعطى بالوريد أو بالعضل). من الممكن الوصول لحالة التخدير بإحدى هذه الطرق: الاستنشاقِ أو الحقن، وفي بعضِ الحالات يمكن استخدام الطريقتينِ معاً، بحيثُ تُعطى الحُقنة لتقوم بالتخدير، والغاز يُستَخدم ليُحافظِ على بقاء مفعول التَّخدير. من طرق اعطاء الدواء: 

### عبر الاستنشاق
المواد المُبنِّجة (المخدِّرة) المُستَنشَقة هي عبارة عن مواد سائلة أو غازيَّة متطايرة، تُعطى باستخدام أداةٍ معيَّنة، تسمح هذه الأداة بتركيب وتحضير المزيج المكوَّن من الأكسجين، البنج المخدّر، والهواء المحيط. كما تسمحُ أيضاً بتوصيل المزيج، ومراقبةِ المريض ومعاييرِ الأداة. (من المهم معرفة أنَّ المُخدّر السائل يتبخَّر في الأداة).
كلُّ هذه المكوّنات تتشارُك خاصيَّة أنها كارهةٌ للماءِ بشكلٍ لا بأسَ بِهِ (كالسوائِل، فهي ليست قابلة للامتزاج تماماً بالماء، وكالغازات؛ فهي تذوب في الزيوت أفضل مما تذوب في الماء).
العديد من المُركبات استُخدِمت للتَّخدير بالاستنشاق ولكن القليل منها بقي يُستَخدَمُ على نطاقٍ واسع. منها الديسوفلورين، ايزوفلورين، والزيفوفلورين وهي الأكثر استخداماُ كمواد مخدَرة متطايرة هذه الأيّام. وهي عادةً ما تمزجُ مع أكسيد النيتروجين.
قديماً استُخدم الهالوثان، انفلوران، والميثوكسيفلوران كمواد مُخدَرة متطايرة ولكن بشكلٍ قليل. كما تعمل الأبحاث أيضا على اكتشاف استخدام الزينون كَمُبنِّج. 

### الحُقن
تُستخدم المواد المخدّرة القابلة للحقن لتَحفيز وإبقاء حالة اللاوعي. يُفضِّلُ أخصّائي التَّخدير استخدامَ البنج الذي يُحقنُ بالوريد لكونه أسرع وأقلَّ ألماً، كما أنهَّ موثوقٌ أكثر من الحقن التي تعطى عبر العضل وتحتَ الجلد. ومن بينِ هذه، أكثر الأدوية استخداماً:
- البروبوفول
- ايتوميدات
- الباربيتورات (كالميثوهيكسيتال والثيوبنتون/ ثيوبنتال)
- البينزوديازيبينات (كالميدازولام)
- كيتامين، حيثُ يُستَخدمُ في المملكةِ المُتَّحدةِ في «التَخدير الميدانيّ» على سبيل المثال، في حوادث المرور على الطرق أو في حالاتٍ مشابهة تستلزم إجراء عمليَّة جراحيَّة في مسرح الحادث أو في حال عدم وجود وقتٍ كافٍ للنقل إلى غُرفَةِ العمليَّات. في حين يُفضَّل استخدام المواد المُبَنّجة الأخرى عندما تسمَحُ الظَّروف بذلك. كما يَتكرَّر استخدام الكيتامين بشكلٍ أكبر في العمليّاتِ الجراحيَّة في الولاياتِ المَتَّحدة.

يجبُ ملاحظة أنَّ البنزوديازيبنات تحديداً تُستخدَمُ كمُهديء وتُستخدم مع غيرها من الأدويةِ المُبَنِجة على شكل مزيج.

## أساليب العمل
تُعرف المواد المُبنِّجة على أنها مُرَكبات تُحفِّزُ فقدان الوعي عندَ الإنسان بشكل قابل للإرجاع أو فقدان ردَّة الفعل الصحيحة عندَ الحيوانات. تمَّ توسعة التَّعريفات السريريَّة للمخدَّر العام لتشمل قلّة الإدراك للمحفزات المؤلمة، بحيث تكون فعّالة لتسهيل التطبيقات الجراحيَّة في الممارسة السريريّة والبيطريّة. 
المواد المخدِّرة لا تعمل كالمواد المسكنة، ويجب عدم الخلط بينها وبين المواد المُهدِّئة. هيكليَّاً؛ يُعتبر المخدِّر العام مجموعة متنوِّعة من مركبات ذات آليّات عمل محاطة بأهدافٍ حيويَّة متعددة مشمولة بالتحكم بالمسارات العصبيَّة، كما تُعتبر طريقة العمل الدَّقيقة للمخدرات العامة موضوعَ بعض النقاشات والأبحاث الجارية

### نظريَّة الليبيدات
في بداية القرن العشرين، افترض أوفيرتون وماير أنَّ المخدَّر العام (أو البنج العام) يبذل مفعوله من خلال العمل على الغشاءِ البلازميّ. وتمَّ تأييدُ ذلك بواسطة دليلٍ على أنَّ فعاليَّة الدَّواء لها علاقة مباشرة ايجابيةَّ مع خاصيةِ ذوبانِ الدهونِ في الدَّم. حيث افتُرِضَت آليةُ العملِ أنها تزيد من سيولة الغشاء، وقد تمَّ طعن تفسير ونتيجة اوفيرتون وماير ونفي مصداقيَّتها

### قنوات أيونيَّة
من المفترض أنَّ مواد التخدير العام تبذل عملها من خلال تفعيل مستقبلات الجهاز العصبي المركزيّ المُثَبّطة، وتعطيل مستقبلات الجهاز العصبي المركزي المحفِّزة. الأدوار النسبيَّة لمُختلف المستقبلات لا تزال تحتَ الكثير من النقاش، ولكن ظهرت أدلّة لبعض الأهداف المعنيَّة بمواد مخدّرة معينة.
وُجِدَ أنَ المبنجات المتعددة تؤثر على مستقبلات GABA- A المثبِّطة، بما في ذلك البروبوفول، ثيوبنتال والأيزوفلورين. من المعتَقَد أن الزينون وأكسيدالنيتروجين ليس لها تأثير هنا. وقد اقتُرِحت مستقبلات الغلايسين كأهداف مُفترضة لتأثير التسكّيِن الخاص بالمُبنِّجات بالاستنشاق. 
قنوات الصوديوم ثنائَيةِ المسام ذات الفصائل TREK وTASK ظهرت مؤخراً كهدف قوي متوَقَّع. تنظم هذه القنوات استثارة الغشاء البلازمي، كما وُجد أيضا أن الهالوثان يقلل من استثارة الخلايا العصبية من خلال فرط الاستقطاب فيها بتيّارٍ مشابه ل TASK. قدَّمت نماذج الفأر المُعدَّل جينياً دعماً لمستقبلات TRAK-1NMDA، قنوات هيدروجين السيانيد، وبعض من قنوات الصوديوم

## الحرائك الدَّوائية

### مقدمة
التحريض هو المصطلح الذي يشير إلى المرحلةِ الأولى منَ التَّخدير (يُقصد بها الفترة الممتدّة من لحظة تناول الدَّواء إلى اللَحظة التي يفقدُ فيها المريضُ وَعيَهُ)، التي تَسبِقُ درجة العمق المناسبة للجراحة (المرحلة الثالثة). تعتمدُ سرعةُ التَّحريضِ على الوقتِ الذي يستغرقه الدَّواء للوصولِ إلى التركيزِ الفعَّال في الدَّماغ، حيثُ تُفرَز المركبات المختلفة لأجزاء مختلفة من الجسم -على سبيل المثال الأنسجة الدُّهنية- بسرعاتٍ مختلفةٍ، لذلك فان المركبات المختلفة تملك سرعات تحريض مُختَلِفة. وقد استُخدِمت المُبَنِّجات التي تُعطى بالوريد مثل الثيوبنتال لإجراء التَّحريض، كما أنه من الشائع استخدام المُبَنِّجات التي تستنشق لإبقاء مفعول التَّخدير مثل الايزوفلوران.
يُعتَبر البروبوفول حاليَّاً من المُبَنِّجاتِ العامةِ التي تُعطى بالوريد الأكثر استخداماً.

### الإزالة
يَتم التَّخلُّص من المُبَنِّجات المتطايرة في المرحلة النِّهائيّة عبرَ الرئتين، لذلك يجب أن يكون معاملُ التقسيم للدواء في الدم نسبة إلى الغاز (الذي يقيس تركيز الدَّواء في الدم نسبةً لتركيزه في الغاز) قليلاً لإزالة المُبَنجات بشكل سريع من الجسم. وعندما يكون مُعامل التقسيم للزيت على الماء كبيراً، فانَّ كمية قليلةً من الدواءِ تكونُ موجودةً في الدم وبالتالي فان عمليَّة إزالة الدواء تكونُ بطيئة، وهذا يُعطي فترة أطول لتأثير مخلَّفات الدواء.
يتم التَّخلُّص من الأدوية التي تُعطى بالوريد والتي تعطي عبر العضل بطرق أيضيةٍ في الكبد، ومن غيرِ المألوف أن تُنتِج هذهِ الأدويةِ نواتجَ أيضيةٍ سامةٍ؛ كالكلوروفورم.